# جيريمي غالان
جيريمي غالان (بالفرنسية: Jérémie Galland)‏ مواليد 8 أبريل 1983 في فرنسا، هو دراج فرنسي سابق في صنف سباق الدراجات على الطريق.

## روابط خارجية
- جيريمي غالان على موقع الاتحاد الدولي للدراجات (الإنجليزية)
- جيريمي غالان على موقع أرشيف الدراجات (الإنجليزية)
- جيريمي غالان على موقع إحصائيات الدراجات الإحترافية (الإنجليزية)
- جيريمي غالان على موقع نسبة الدراجات (الإنجليزية)